# 宇文椿
宇文椿（550年代—581年），字乾寿。北周宗室，永昌郡公，宇文导四子，宇文颢孙，宇文泰侄孙，北周武帝堂侄。
生年不详，仅知兄宇文廙生于550年，其父宇文导卒于554年。

## 生平
保定年间，授开府仪同三司、宗师中大夫。建德初年，加大将军。不久除岐州刺史。建德四年（575年），关中民饥，宇文椿表陈其状，得玺书劳慰，于是令所在开仓赈济灾民。
周武帝伐北齐，宇文椿与皇弟齐王宇文宪攻拔武济等五城。五年（576年），武帝兵围晋州，皇弟柱国陈王宇文纯屯千里径，宇文椿率众屯栖鸡原，皇弟大将军越王宇文盛守汾水关，都受时任上柱国的前锋宇文宪节度。宇文宪秘密对宇文椿说：“兵者诡道，去留不定，要见机而作，不得遵常理。你现在设置营垒，不必张设军帐帷幕，可以砍伐柏树搭成草屋，装作有兵驻守的样子。一旦部队撤离，敌人见到草屋也会疑惑不敢前进。”时北齐后主分军万人向千里径进发，又令其众出汾水关，亲率大军与宇文椿对阵。宇文宪助宇文盛击退齐军后，宇文椿又报告齐军稍有进逼，宇文宪又回军相救。有诏召宇文宪、宇文椿回师，二人率兵趁夜返回。齐军果然被柏树草屋所惑，未察觉宇文椿已退军，次日才明白。明朝刘基《百战奇略》收录此战，记为“疑战”。
周宣帝即位，宣政元年（578年）八月拜时为柱国的宇文椿为大司寇。
大象二年（580年）三月，宇文椿的次兄、出继堂叔杞烈公宇文光宝的行军总管杞国公宇文亮在征淮南时作乱被杀，宇文椿被下诏立为杞国公，出继为杞烈公的嗣子。
六月，进位上柱国，转大司徒。周静帝大定元年（581年）二月，以使持节、兼太傅、上柱国、杞国公身份授辅政大臣丞相隋王杨坚相国印绶，加其九锡，当月静帝禅位于杨坚，杨坚三次辞让，宇文椿又奉命奉册。杨坚后来受禅，建立隋朝即隋文帝。当年，宇文椿为杨坚所害，五子西阳郡公宇文道宗、宇文本、宇文仁邻、宇文武子、宇文礼献一并被杀。